# Onobrychis megalobotrys
Onobrychis megalobotrys är en ärtväxtart som beskrevs av James Edward Tierney Aitchison och William Botting Hemsley. Onobrychis megalobotrys ingår i släktet esparsetter, och familjen ärtväxter. Inga underarter finns listade i Catalogue of Life.